# 小木 (小牧市)
小木（こき）は、愛知県小牧市の町名。現行行政地名は大字小木および小木一丁目から五丁目。郵便番号は485-0058（集配局:小牧郵便局）。

## 地理
小牧市南西部に位置する。小木一丁目から五丁目の東は小木東一丁目から三丁目・小木南一丁目、西は小木西一丁目から二丁目、南は小木南三丁目、北は大字小木・大字舟津・元町四丁目に接する。
大字小木は、大字舟津と小木一丁目に接する区域と、大字舟津・三ツ渕・新小木一丁目に接する区域が残存している。

## 世帯数と人口
2024年（令和6年）12月1日現在の世帯数と人口は以下の通りである。
| 町丁       | 世帯数    | 人口    |
| ---------- | --------- | ------- |
| 小木一丁目 | 114世帯   | 170人   |
| 小木二丁目 | 500世帯   | 999人   |
| 小木三丁目 | 370世帯   | 829人   |
| 小木四丁目 | 231世帯   | 499人   |
| 小木五丁目 | 371世帯   | 819人   |
| 小計       | 1,586世帯 | 3,316人 |
|            |           |         |
| 大字小木   | 8世帯     | 8人     |
| 計         | 1,594世帯 | 3,324人 |

## 学区
市立小・中学校に通う場合、学区は以下の通りとなる。
| 町丁       | 小学校                                  | 中学校                                  |
| ---------- | --------------------------------------- | --------------------------------------- |
| 小木一丁目 | 小牧市立小木小学校                      | 小牧市立北里中学校                      |
| 小木二丁目 | 小牧市立小木小学校                      | 小牧市立北里中学校                      |
| 小木三丁目 | 小牧市立小木小学校                      | 小牧市立北里中学校                      |
| 小木四丁目 | 小牧市立小木小学校                      | 小牧市立北里中学校                      |
| 小木五丁目 | 小牧市立小木小学校                      | 小牧市立北里中学校                      |
| 大字小木   | 小牧市立三ツ渕小学校 小牧市立小木小学校 | 小牧市立小牧西中学校 小牧市立北里中学校 |

## 歴史
春日井郡（西春日井郡）小木村を前身とする。

### 沿革

#### 大字小木
- 1889年（明治22年）10月1日 - 町村制による西春日井郡小木村が発足[6]。
- 1906年（明治39年）7月16日 - 合併に伴い、北里村大字小木となる[6]。
- 1963年（昭和38年）9月1日 - 小牧市へ編入し、同市大字小木となる[6]。
- 1981年（昭和56年） - 一部が小木西一丁目から三丁目・小木南一丁目から二丁目・小木東一丁目となる[6]。
- 1989年（平成元年）7月1日 - 一部が小木一丁目から五丁目・小木東一丁目から三丁目・小木西三丁目・小木南三丁目となる[7]。

#### 小木
- 1989年（平成元年）7月1日 - 以下の通り、大字小木・小針入鹿新田・小牧・小木西一丁目から二丁目・小木東一丁目・小木南一丁目の各一部より、小木一丁目から五丁目が成立[7]。
  - 一丁目 - 大字小木・小針入鹿新田・小牧の各一部
  - 二丁目 - 大字小木の一部
  - 三丁目 - 大字小木・小木西一丁目の各一部
  - 四丁目 - 大字小木・小木東一丁目・小木西二丁目の各一部
  - 五丁目 - 大字小木・小木西二丁目・小木南一丁目の各一部

## 施設
- 小牧市立小木保育園
- JA尾張中央小木支店
- ヤマト運輸小牧小木営業所
- 中部電力パワーグリッド小木変電所
- 織田井戸公園
- 小木中央公園
- 宇都宮神社
- 浄音寺
- 眞通寺
- 世尊寺
- 妙経寺
- 薬王寺
- 正系寺

## 交通
- 愛知県道25号春日井一宮線
- 愛知県道158号小口名古屋線
- 愛知県道451号名古屋外環状線